# Rena Matsui
Rena Matsui (松井 玲奈?, Matsui Rena; Toyohashi, 27 luglio 1991) è un'attrice, cantante e modella giapponese, rappresentata dall'agenzia Grick.
È stata membro dal 2008 al 2015 del gruppo idol SKE48 e da febbraio 2014 a marzo 2015 delle Nogizaka46, prendendo parte altresì all'incisione degli album in studio e dei singoli delle AKB48.
Insieme a Jurina Matsui (soprannominate W Matsui, JR o Juri-Rena) è stata uno dei volti più popolari delle SKE48.

## Biografia

### Infanzia e debutto con il Team S delle SKE48
Rena Matsui nasce a Toyohashi, nella prefettura di Aichi. Durante il secondo anno delle scuole medie si trasferisce in un nuovo istituto il cui ambiente, caratterizzato da frequenti episodi di bullismo e maldicenze, la porta gradatamente a chiudersi in se stessa. A causa dell'eccessiva apprensione dei genitori trascorre la maggior parte dell'infanzia chiusa in casa e, tramite l'influenza del fratello maggiore, inizia a interessarsi ad anime, manga e alla cultura otaku. In quel periodo, dopo aver visto il gruppo musicale idol AKB48 esibirsi con il brano Skirt, hirari al programma televisivo Music Station, decide di partecipare all'audizione per entrarvi ma, impossibilitata nel trasferirsi a Tokyo, è costretta inizialmente rinunciarvi. Nel luglio 2008, con la creazione del sister group SKE48 in quel di Nagoya, ha finalmente l'opportunità di essere provinata insieme ad altre 2 760 aspiranti idol, venendo scelta tra le ventidue che andranno a formare il neonato Team S.
Debutta con il gruppo il 5 ottobre 2008, venendo scelta altresì per il singolo delle AKB48 10nen zakura insieme a Jurina Matsui nell'aprile 2009. Nel giugno successivo si piazza al 29º posto nelle caratteristiche elezioni che le AKB48 tengono ogni anno tra i fan per eleggere la idol più popolare. Sempre nel 2009 prende parte ai singoli delle AKB48 Namida surprise!, Iiwake Maybe e River, gli ultimi due tra le cosiddette Under Girls, le componenti del gruppo che vengono subito dopo i membri più popolari, oltre a partecipare con le SKE48 al singolo di debutto del gruppo, dal titolo Tsuyoki mono yo.

### Primi ruoli da attrice e il trasferimento al Team E

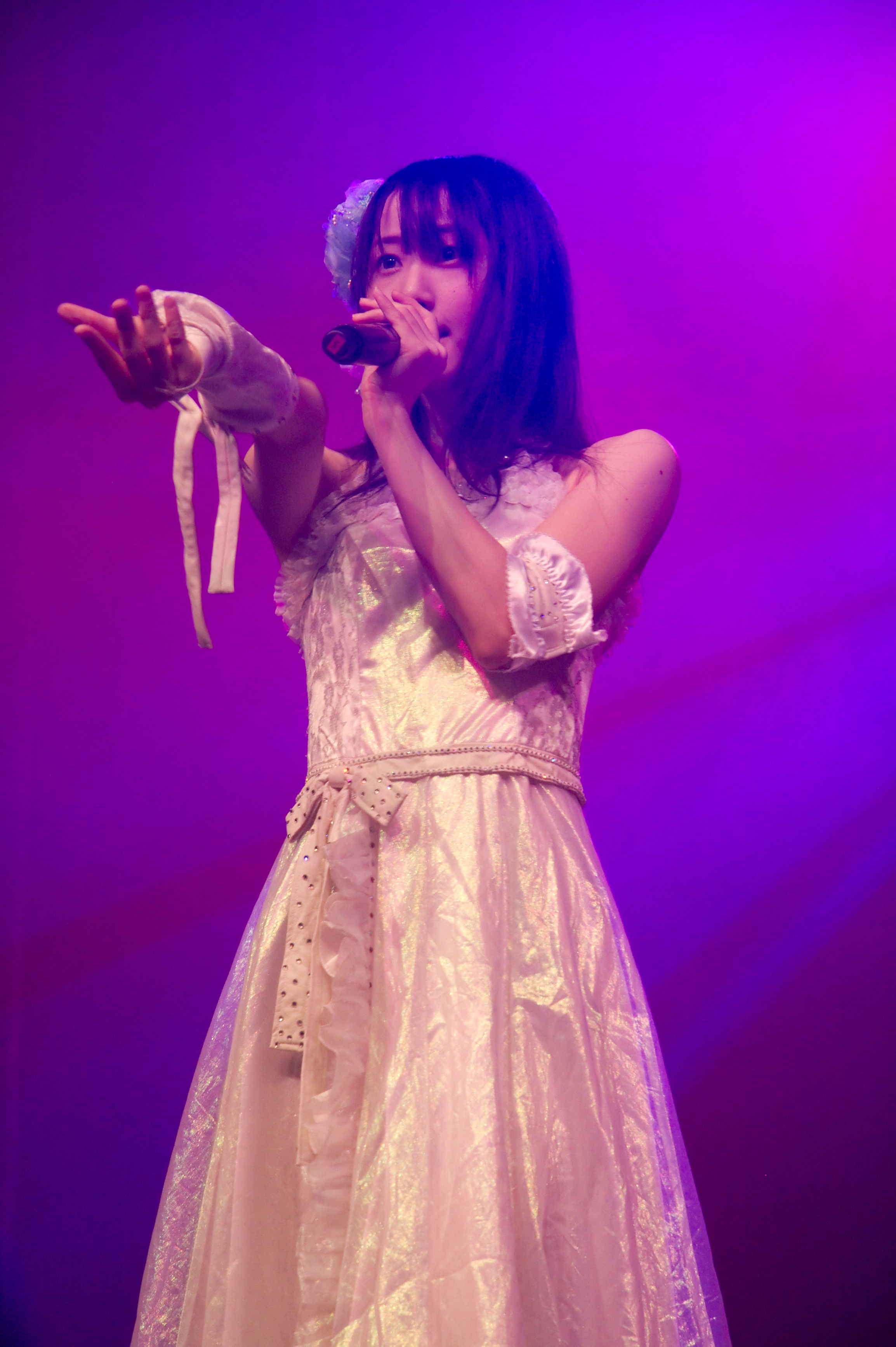
Rena Matsui si esibisce al Japan Expo 2009

Nel 2010 ottiene il suo primo ruolo di attrice nel dorama della TV Tokyo Majisuka Gakuen, serie televisiva ideata e prodotta da Yasushi Akimoto il cui cast è composto interamente dai membri delle AKB48 e dei relativi sister group. Matsui interpreta Gekikara, uno dei personaggi principali, ruolo che riprenderà anche nella seconda stagione. A settembre recita anche nello special drama della CBC Okagesama de!, insieme a Naoto degli Exile e ad altri attori e personaggi televisivi originari di Nagoya.
Nello stesso periodo incide con Jurina Matsui il brano Two Roses, contenuto all'interno del singolo 1! 2! 3! 4! Yoroshiku! delle SKE48. In estate si classifica all'11º posto nelle elezioni generali, piazzamento che le permette di prendere parte al singolo Heavy Rotation.
Nel 2011 il suo brano da solista Kareha no station si classifica al 22º posto all'AKB48 Request Hour Set List Best 100 e al 1º all'SKE48 Request Hour Set List Best 50, festival annuali in cui vengono decretati rispettivamente le migliori canzoni tra quelle dell'intero 48group e delle sole SKE48 attraverso il voto dei fan. In agosto è una delle protagoniste della serie televisiva collettiva della NTV Shin anata no shiranai sekai mentre in ottobre partecipa alle riprese del dorama Oshare ni koi shita Cinderella: Okarie ga yume o kanaeru made per il canale web BeeTV. Nelle elezioni generali si classifica al 10º posto che le permette di partecipare al singolo Flying Get. Inoltre, insieme a Yūko Ōshima e Tomomi Kasai, entra a far parte della sub-unit Sukeban Girls pubblicando il singolo Tsupparu riyū, utilizzato per la campagna promozionale di un'azienda di pachinko.
Nel 2012 Matsui cambia agenzia passando dall'AKS alla Grick mentre nelle elezioni annuali si classifica nuovamente al 10º posto, partecipando al singolo Gingham Check. Nello stesso anno pubblica il suo primo photobook dal titolo Kingyo mentre nel 2013 recita nello special drama della NHK Hōsō hakubutsukan kikiippatsu insieme a Sayaka Akimoto. Il 13 aprile, in seguito al rimescolamento dei team avvenuto durante il concerto delle SKE48 al Nagoya Civic General Gymnasium di Nagoya, Matsui viene trasferita al Team E e nominata capitano. Debutta con il nuovo team il 25 aprile successivo, in occasione del concerto delle AKB48 al Nippon Budokan di Tokyo. Nelle elezioni annuali si piazza settima partecipando al singolo delle AKB48 Koisuru Fortune Cookie.

### Collaborazione con le Nogizaka46 e "graduation"
Durante il concerto delle AKB48 tenutosi il 24 febbraio 2014 al Zepp DiverCity di Tokyo Matsui entra a far parte delle Nogizaka46, mantenendo contemporaneamente il suo posto al Team E ma cedendo il ruolo di capitano ad Akari Suda. Il debutto con il nuovo gruppo avviene il 30 maggio successivo. Matsui rimarrà con le Nogizaka46 fino al marzo 2015, quando la produzione decide di porre fine alla sua collaborazione in occasione di un ulteriore rimescolamento dei team. Con il gruppo ha partecipato all'incisione di un album e di tre singoli.
Nell'estate 2014 Matsui ottiene il suo primo ruolo da protagonista in un lungometraggio a fianco dell'attore Ken'ichi Endō nel film di Tarō Miyaoka Gift. Nelle elezioni generali si piazza al 5º posto partecipando al singolo delle AKB48 Kokoro no Placard. Pubblica inoltre il suo secondo photobook dal titolo Hemeret. Nel 2015 ottiene il suo primo ruolo da seiyū nell'anime Denpa kyōshi, doppiando il personaggio di Suzune Kagami. In estate decide di non partecipare alle elezioni generali.
Nel giugno del 2015, durante il programma radiofonico All Night Nippon, annuncia la sua graduation dalle SKE48 con l'intenzione di intraprendere la carriera di attrice. Il suo ultimo concerto col gruppo si tiene il 30 agosto al Toyota Stadium di Aichi, mentre il giorno successivo si esibisce per l'ultima volta al SKE48 Theatre di Sakae, a Nagoya.

## Discografia

### Con le SKE48

#### Album
- 2012 – Kono hi no chime o wasurenai

#### Singoli
- 2009 – Tsuyoki mono yo
- 2010 – Aozora kataomoi
- 2010 – Gomen ne, Summer
- 2010 – 1! 2! 3! 4! Yoroshiku!
- 2011 – Banzai Venus
- 2011 – Pareo wa Emerald
- 2011 – Oki doki
- 2012 – Kataomoi Finally
- 2012 – Aishite-love-ru!
- 2012 – Kiss datte hidarikiki
- 2013 – Choko no dorei
- 2013 – Utsukushii inazuma
- 2013 – Sansei kawaii!
- 2014 – Mirai to wa?
- 2014 – Bukiyō taiyō
- 2015 – 12-gatsu no Kangaroo
- 2015 – Coquettish jūtai chū
- 2015 – Mae no meri

### Con le AKB48

#### Album
- 2011 – Koko ni ita koto
- 2012 – 1830m
- 2013 – Tsugi no ashiato
- 2015 – Koko ga Rhodes da, koko de tobe!

#### Singoli
- 2009 – 10nen zakura
- 2009 – Namida surprise!
- 2009 – Iiwake Maybe
- 2009 – River
- 2010 – Sakura no shiori
- 2010 – Ponytail to shushu
- 2010 – Heavy Rotation
- 2010 – Beginner
- 2010 – Chance no Junban
- 2011 – Sakura no ki ni narō
- 2011 – Dareka no tame ni (What Can I Do for Someone?)
- 2011 – Everyday, Katyusha
- 2011 – Flying Get
- 2011 –	Kaze wa fuiteiru
- 2011 – Ue kara Mariko
- 2012 – Give Me Five!
- 2012 – Manatsu no Sounds Good!
- 2012 – Gingham Check
- 2012 – Uza
- 2012 – Eien Pressure
- 2013 – So Long!
- 2013 – Sayonara Crawl
- 2013 – Koisuru Fortune Cookie
- 2013 – Heart ereki
- 2014 – Kimi no hohoemi o yume ni miru
- 2014 – Mae shika mukanee
- 2014 – Labrador Retriever
- 2014 – Kokoro no Placard
- 2014 – Kibō-teki Refrain
- 2015 – Green Flash

### Con le Nogizaka46

#### Album
- 2015 – Tōmei na iro

#### Singoli
- 2014 – Natsu no Free & Easy
- 2014 – Nandome no aozora ka?
- 2015 – Inochi wa utsukushii

## Filmografia

### Cinema
- Gift, regia di Tarō Miyaoka (2014)
- Harahara Nanoka. (はらはらなのか。?), regia di Mai Sakai (2017)
- Warau manekineko (笑う招き猫?), regia di Ken Iizuka (2017)
- Megamisama (めがみさま?), regia di Tarō Miyaoka (2017)
- Gekijōban Kamen Rider Build: Be the One (劇場版 仮面ライダービルド Be The One?), regia di Kazuya Kamihoriuchi (2018)
- Kyō mo iyagarase bentō (今日も嫌がらせ弁当 ?), regia di Renpei Tsukamoto (2019)

### Serie televisive
- Majisuka Gakuen (マジすか学園?) (TV Tokyo, 2010)
- Okagesama de! (おかげ様で!?) (CBC, 2010)
- Chūgakusei nikki (中学生日記?) (NHK, 2010)[43]
- Mōsō deka! (モウソウ刑事!?) (THK, 2011)[44]
- Majisuka Gakuen 2 (マジすか学園2?) (TV Tokyo, 2011)
- Shin anata no shiranai sekai (新あなたの知らない世界?) (NTV, 2011)
- Nagoya-iki saishū ressha (名古屋行き最終列車?) (NBN, 2012-2017)[45]
- Hōsō hakubutsukan kikiippatsu (放送博物館危機一髪?) (NHK, 2013)
- Nietzsche-sensei: konbini ni, satori sedai no shinjin ga maiorita (ニーチェ先生～コンビニに、さとり世代の新人が舞い降りた～?) (NTV, 2016)
- Fragile (フラジャイル?, Furajairu) (Fuji TV, 2016)
- Hatsukoi geinin (初恋芸人?) (NHK, 2016)
- Kanagawa-ken Atsugi-shi: laundry Chigasaki (神奈川県厚木市 ランドリー茅ヶ崎?) (TBS/MBS, 2016)
- Tokyo Vampire Hotel (東京ヴァンパイアホテル?, Tōkyō Vanpaia Hoteru), episodio 2 (Amazon Prime Video, 2017)
- Kumokiri Nizaemon (雲霧仁左衛門?), episodio 3x3 (NHK, 2017)
- Million Yen Women (100万円の女たち?, 100 manen no onna-tachi) (TV Tokyo, 2017)
- Kuragehime (海月姫?) (Fuji TV, 2018)
- Manpuku (まんぷく?) (NHK, 2018)

### Doppiaggio
- Otaku Teacher (電波教師?, Denpa kyōshi) (NNS, 2015)

## Televisione
- AKBingo! (NTV, dal 2008 – in corso)
- Sakae tarō (SAKAE TA☆RO?) (CTV, 2008–2009)
- SKE48 Gakuen (SKE48学園?) (Enta! 371, dal 2009 – in corso)
- Shūkan AKB (週刊AKB?) (TV Tokyo, 2009-2012)
- AKB48 nemōsu TV (AKB48ネ申テレビ?, AKB48 nemōsu terebi) (Family Gekijō, 2010)
- SKE48 no idol × idol (SKE48のアイドル×アイドル?, SKE48 no aidoru × aidoru) (CTV, 2010)
- Dera SKE (でらSKE?) (TBS, 2010–2011)
- SKE48 no sekai seifuku joshi (SKE48の世界征服女子?) (CTV, 2011–2012, 2013–2014)
- SKE48 no Magical Radio (SKE48のマジカル・ラジオ?, SKE48 no majikaru rajio) (NTV, 2011–2013)
- SKE48 musume ni ikaga!? (SKE48 ムスメにいかが!??) (THK, 2011–2013)
- AKB48 konto "Bimyō" (AKB48コント「びみょ〜」?) (Hikari TV, 2012)
- SKE48 no ebi Friday Night (SKE48のエビフライデーナイト?, SKE48 no ebi furaidēnaito) (NTV, 2013)
- AKB48 Show! (NHK, dal 2013 – in corso)
- SKE48 ebi show! (SKE48 エビショー!?, SKE48 ebishō!) (NTV, 2014)
- Nogibingo! (NTV, 2014)
- Nishikawa Takanori to Matsui Rena ga totsuzen anime to manga to game bakari no bangumi o hajimeta kudan ni tsuite (西川貴教と松井玲奈が突然アニメとマンガとゲームばかりの番組をはじめた件について?) (MBS TV/NOTTV, dal 2014 – in corso, conduttrice con Takanori Nishikawa)
- Emi kamisama wa totsuzen ni... (笑神様は突然に…?) (NTV, 2014)
- SKE48 no kayō arubaito gekijō (SKE48の火曜アルバイト劇場?) (CBC, 2014)
- SKE48 ebi calcio! (SKE48 エビカルチョ!?, SKE48 ebikarucho!) (NTV, 2014)
- Nogizakatte, doko? (乃木坂って、どこ??) (TV Aichi, 2014–2015)

## Pubblicazioni

### Photobook
- Kingyo, Kobunsha, 2012, ISBN 978-4-334-90185-1.
- Hemeret, Wani Books, 2014, ISBN 978-4-8470-4633-9.